# Victor Denain
Pour les articles homonymes, voir Denain (homonymie).
Victor Léon Ernest Denain, né le 6 novembre 1880 à Dax (Landes) et mort le 31 décembre 1952 à Nice (Alpes-Maritimes), est un général et homme politique français.

## Carrière

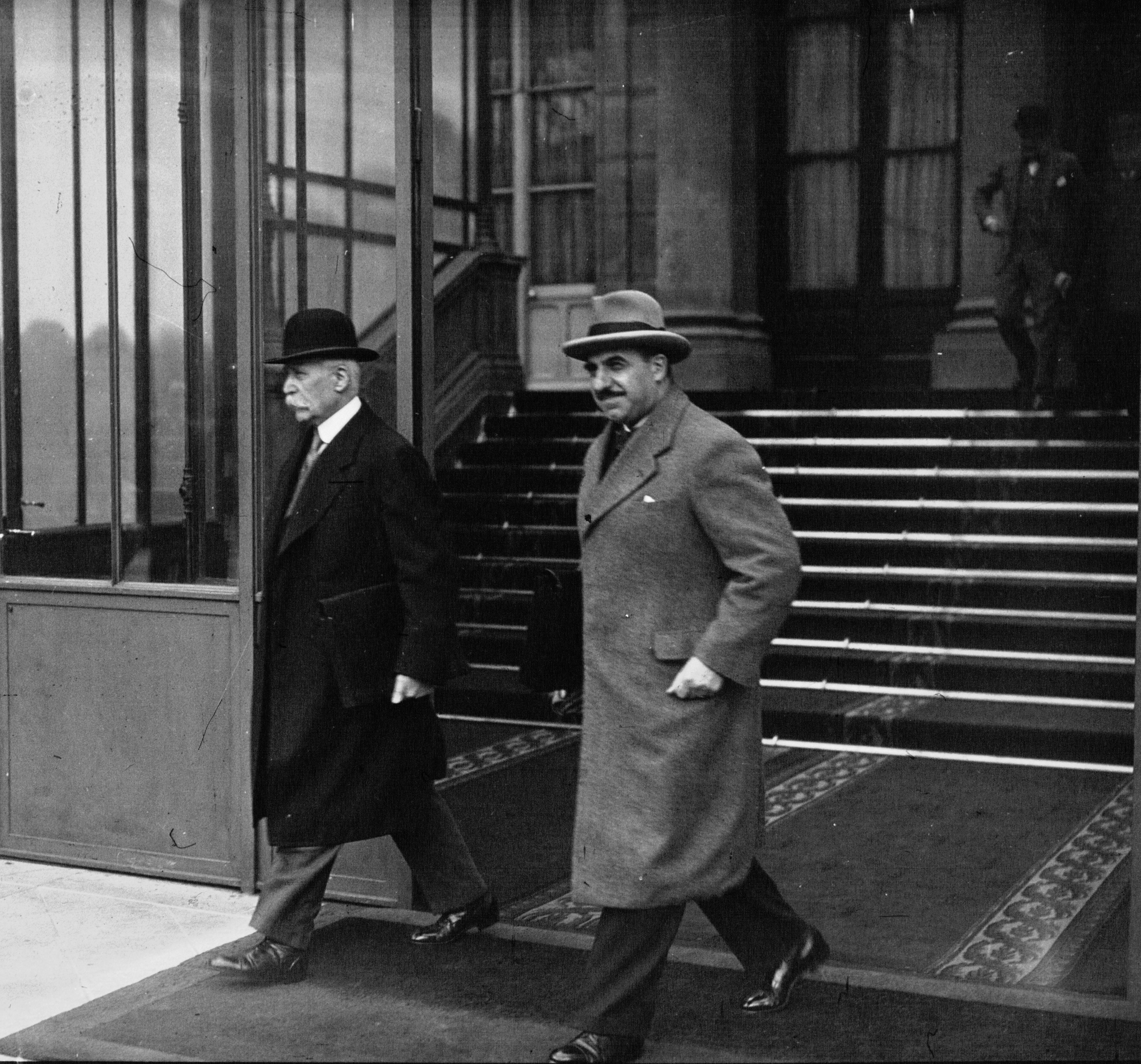
Victor Denain (à droite) et Philippe Pétain sortant d'un Conseil des ministres à l'Élysée en 1934.

Victor Denain sort de Saint-Cyr en 1903 dans la cavalerie et sert dans le 6e régiment de chasseurs à cheval, avant de passer à l'aviation. Il entre en 1912 à l’École supérieure de Guerre et en sort en 1914, diplômé d'état-major et observateur en aéroplane. Il demande alors à servir dans l'aviation. Le 15 août 1915, il est breveté pilote à l'école d'aviation militaire de Chartres (future base aérienne 122 Chartres-Champhol). Capitaine en septembre 1915, il est désigné chef du service aéronautique de l'armée française sur le front d'Orient (1916-1918),.
Promu commandant, il sert au Levant de 1919 à 1923 et, à ce titre, est considéré comme un protégé du général Maxime Weygand. En France, en 1923, il intègre la maison militaire du président de la République. Weygand facilite son accès au cabinet Millerand en 1924, avant de lui assurer une carrière à l'étranger.
Pour trois ans chef de la mission militaire française en Pologne à partir de 1928, il devient chef d'état-major général de l'armée de l'air, en remplacement du général Joseph-Édouard Barès, du 10 mars 1933 au 6 février 1934, puis ministre de l'Air du 9 février 1934 au 24 janvier 1936 dans les gouvernements Gaston Doumergue II, Pierre-Étienne Flandin I, Fernand Bouisson et Pierre Laval IV. Il a cumulé son portefeuille de ministre de l'Air avec le poste de chef d'état-major de l'armée de l'air, dont il détient le record de longévité.
Il est à l'origine de la création de l'École de l'air de Salon-de-Provence, ainsi que de l'essor de l'aéronautique militaire.
Très habile pilote, il accomplit des voyages d'inspection qui sont de véritables performances aériennes. C'est ainsi que le ministre de l'Air pilote son Breguet 27 personnel vers Belgrade, accompagné de deux escadrilles de Breguet 27 et d'un Dewoitine, afin d'assister aux funérailles du roi Alexandre Ier de Yougoslavie le 17 octobre 1934.
Inspecteur général des forces aériennes d'outre-mer, il passe au cadre de réserve avec le grade de général d'armée aérienne, le 1er avril 1937.
Le 2 septembre 1939, il devient chargé de mission auprès du ministère de la Défense nationale.
Lorsqu'il est renvoyé dans ses foyers le 25 juin 1946, il totalise 1 604 heures de vol.

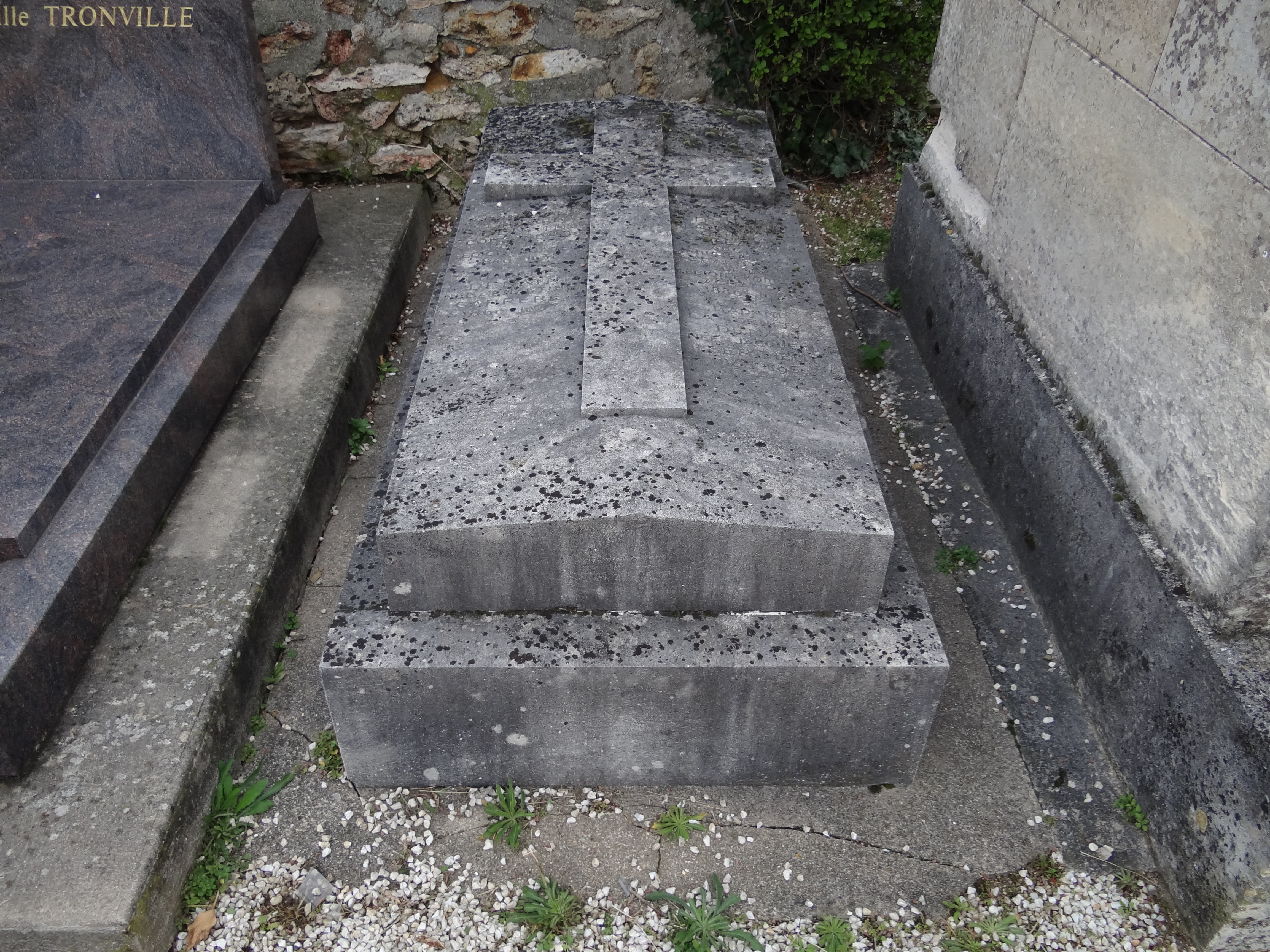
La tombe du général Victor Denain au cimetière ancien de Montlhéry (Essonne).

Victor Denain repose dans l'ancien cimetière de Montlhéry (Essonne).

## Décorations[1]
- Grand-croix de la Légion d'honneur (1937)
- Croix de guerre 1914–1918 (7 citations)
- Croix de guerre (Belgique)
- Croix de guerre des Théâtres d'opérations extérieurs
- Distinguished Flying Cross (Royaume-Uni)
- Nombreuses décorations étrangères.

## Hommage
- Allée du Général-Denain (Paris)

## Publications
Auteur de préfaces :
- Hélène Boucher, jeune fille française, d'Antoine Redier, Flammarion, 1935.
- Grands raids d'avions, de Jacques Mortane, 1936.
- La Navigation aérienne simplifiée, de Francis d’Autheville, 1938.